# Koste Seselwa
Koste Seselwa (en español: Unimos todos los seychelenses) es el himno nacional de Seychelles. El himno de Seychelles está en los tres idiomas oficiales del país: Criollo seychelense, inglés y francés.

## Letra en criollo seychellense
Sesel ou menm nou sel patri.
Kot nou viv dan larmoni.
Lazwa, lanmour ek lape.
Nou remersye Bondye.
Preserv labote nou pei.
Larises nou losean.
En leritaz byen presye.
Pour boner nous enfant.
Reste touzour dan linite.
Fer monte nou paviyon.
Ansanm pou tou leternite.
Koste Seselwa.

## Letra en francés
Unissons-nous Seychellois
Seychelles, notre seule patrie
Où nous vivons en harmonie
La joie, l'amour et la paix
Nous remercions le Bon Dieu !
Préservons la beauté de notre pays
La richesse de notre océan
Un héritage très précieux
Pour le bonheur de nos enfants
Restons toujours unis
Élevons notre drapeau
Ensemble pour l'éternité
Unissons-nous Seychellois !

## Letra en español
Seychelles es nuestra única madre patria,
Donde vivimos en armonía,
Felicidad, amor y paz.
Damos gracias a Dios.
Preserva la belleza de nuestro país,
Las riquezas de los océanos,
Una preciada herencia,
Para alegría de nuestros hijos.
Vivamos para siempre en unidad,
Icemos nuestra bandera
Juntos para la eternidad,
permanezcamos los seychelenses.